# Bruzia Crispina
Bruzia Crispina (latino: Bruttia Crispina; Roma, 160 – Capri, 193) è stata augusta dell'Impero romano come moglie dell'imperatore Commodo.
Era figlia di Lucio Fulvio Gaio Bruttio Presente, di origine volceiana, console nel 153 e poi ancora nel 180, a sua volta figlio di Gaio Bruttio Presente, console nel 139, e di Laberia Crispina, il cui padre, Manio Laberio Massimo, era stato console nel 103.
Crispina sposò nell'estate 178 il figlio dell'imperatore Marco Aurelio, Commodo, all'epoca diciassettenne. Nel 180 suo padre esercitò il secondo consolato, l'imperatore Marco Aurelio morì, e Commodo salì al trono. Nel 187 il fratello di Crispina, Lucio Bruttio Quinto Crispino, fu nominato console. Il matrimonio di Crispina con Commodo non produsse figli, aprendo, alla morte di quest'ultimo, una crisi di successione che portò alla fine della dinastia antonina e all'ascesa dei Severi. 
Nel 192 Crispina fu accusata di adulterio ed esiliata a Capri; il 31 dicembre di quell'anno Commodo fu assassinato, e la stessa sorte toccò Crispina l'anno successivo. Fu colpita da damnatio memoriae.